# Huey Long
Huey Pierce Long, Jr. (30. august 1893 i Winnfield i Louisiana – 10. september 1935 i Baton Rouge) var en amerikansk politiker fra staten Louisiana. Han var demokrat, kendt for sin radikale politik. 
Long var guvernør i Louisiana fra 1928 til 1932 og senator fra 1932 til 1935. Han støttede Franklin D. Roosevelt ved præsidentvalget i 1932, men opgav sin støtte til Roosevelt i juni 1933.
Det hævdes, at Long blev skudt 8. september 1935 én eller to gange af doktor Carl Austin Weiss, men doktor Weiss havde en kaliber .32 pistol, mens skuddene, som traf Long, var af .38 og .45 kaliber. En gruppe, som kaldte sig Minutemen, hævdede, at de stod bag.
Sean Penns film All the King's Men fra 2006 er baseret på Huey Longs liv og mordet på ham. 